# The Orchard Residences
The Orchard Residences, è un grattacielo residenziale a Singapore.

## Caratteristiche
Completato nel 2010, l'edificio, alto 218 metri e con 56 piani, è la componente residenziale di uno sviluppo commerciale e residenziale integrato di Orchard Turn Developments Pte Ltd, una joint venture tra CapitaLand e Sun Hung Kai Properties.
Situato lungo il principale quartiere dello shopping di Singapore, su Orchard Road, la torre è l'edificio più alto lungo il quartiere dello shopping e ha 175 unità abitative dal nono al 54º piano, con quattro appartamenti attici. Durante la prima fase della vendita, sono state vendute 98 unità per una media di S $ 3213 al m2.